# 俞宗梁
俞宗梁（？—？），字景山，廣東海南衛籍（在琼山县，今屬海南省）前所人，原籍直隸吳縣，明朝政治人物、进士出身。

## 生平
正德十四年（1519年）己卯科廣東鄉試舉人。嘉靖五年（1526年），登丙戌科进士，授江西瑞州府新昌县知县，擢户部郎中。